# Rosenhayn
Rosenhayn es un lugar designado por el censo ubicado en el condado de Cumberland en el estado estadounidense de Nueva Jersey. En el año 2010 tenía una población de 1.098 habitantes y una densidad poblacional de 159,13 personas por km².

## Geografía
Rosenhayn se encuentra ubicado en las coordenadas 39°28′38″N 75°7′48″O / 39.47722, -75.13000.

## Demografía
Según la Oficina del Censo en 2000 los ingresos medios por hogar en la localidad eran de $38,702 y los ingresos medios por familia eran $38,155. Los hombres tenían unos ingresos medios de $33,092 frente a los $22,216 para las mujeres. La renta per cápita para la localidad era de $14,801. Alrededor del 15.7% de la población estaba por debajo del umbral de pobreza.